# 로델린다

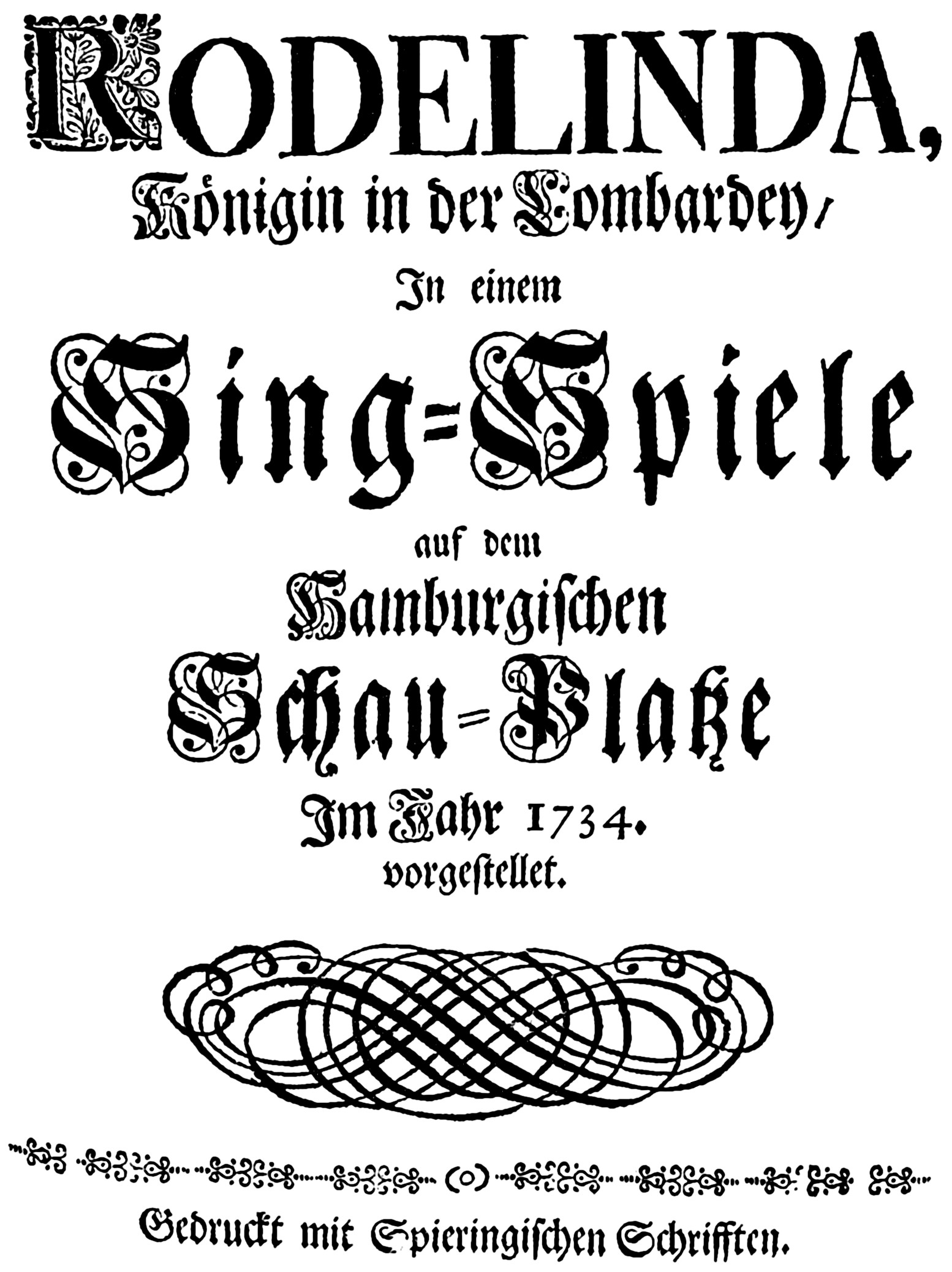

로델린다(이탈리아어: Rodelinda, regina de' Longobardi:로델린다, 롱고바르디의 왕비, HWV 19)는 게오르크 프리드리히 헨델이 작곡한 3막의 오페라 세리아이다. 니콜라 프란체스코 하임이 안토니오 살비의 대본을 기초로, 이 오페라 대본을 작성하였다. 사실, 살비의 대본도 프랑스의 유명한 극작가인 피에르 코르네유의 희곡, 《페르타리트(Pertharite, roi des Lombards)》에서 유래되었다.

## 공연 역사
로델린다는 1725년 2월 13일 런던의 헤이마켓의 국왕 극장(King's Theatre)에서 초연되었다. 이 공연에서 타메를라노와 같은 성악가들로 공연되었다. 14번의 공연이 무대에 올랐으며, 1725년 12월 18일과 1731년 5월 4일에 다시 공연되었다. 이 작품은 역시 함부르크에서도 공연되었다. 현대로 들어서면서의 공연은 1920년 6월 26일 괴팅겐에서 일어났다.

## 등장 배역
- 로델린다 - 롱고바르디의 왕비 (소프라노)
- 베르타리도 - 폐위된 롱고바르디의 왕 (알토 카스트라토)
- 에두이제 - 베르타리도의 여동생 (알토)
- 그리모알도 - 베네벤토의 공작, 반란의 주모자 (테너)
- 가리발도 - 토리노의 공작, 그리모알도의 친구 (베이스)
- 우눌포 - 그리모발도의 참모 (알토 카스트라토)

## 줄거리

### 1막
롱고바르디 지역, 그리모알도가 베르타리도 왕에게 반란을 들어, 왕을 폐위시킨 후, 베르타리도는 행방이 묘연한 채, 모두가 그가 전사했다고 믿는다. 그러나 베르타리도는 신변의 안전을 위해서 몸을 숨겼다. 이를 모르는 로델린다는 남편을 잃은 슬픔에 잠겨, 앞으로 그녀와 아들이 어떻게 살아야할 지 막막해한다. 그리모알도 공작은 사실 예전에 베르타리도의 여동생인 에두이제와 연인 사이였다. 그녀가 계속해서 그의 청혼을 거부하자, 반발심에 로델린다와 결혼하여, 스스로 왕위에 오를 계획을 세운다. 에두이제는 아직도 그리모알도를 사랑하지만, 그가 변심하여 로델린다와 결혼을 생각하자 복수를 꿈꾼다. 가리발도는 겉으로는 그리모알도의 충실한 친구이나, 이를 이용하여 에두이제와 결혼한 후, 왕국의 반을 차지할 계략을 꾸민다.
베르타리도는 자신의 비석에서 왕국과 아내와 떨어진 슬픔을 노래한다. 그리모발도의 곁에서 동향을 지켜보던 우놀포는 몰래 왕이 변장할 옷을 가져다 준다. 그때 마침 로델린다는 아들과 함께 남편의 비석을 찾는다. 아내를 보게 된 기쁨에 달려나가려고 하지만, 우놀포는 때를 기다리자며 몰래 숨는다. 그리모알도가 군대를 이끌고, 로델린다에게 그리모알도와 결혼하지 않으면, 아들을 죽인다고 협박한다. 어쩔 수 없이 이에 로델린다는 수긍하고, 상황을 다 듣지 못한 베르타리도는 아내가 정절을 버린다고 오해한다. 그는 이를 비통해한다.

## 참고 서적
- Rodelinda by Anthony Hicks, in 'The New Grove Dictionary of Opera', ed. Stanley Sadie (1992년 런던) ISBN 0-333-73432-7